# 魔間行者
魔間行者是一部2005年美國超級英雄、超自然、驚悚、動作片，為法蘭西斯·羅倫斯執導，同時也是該導演的電影處女作。電影由基努·李維、瑞秋·懷茲、西亞·李畢福、傑曼·翰蘇、普魯特·泰勒·文斯和蒂達·史雲頓主演。
改編自美國DC漫畫的《Hellblazer》。影片在漫畫的基礎上做出了重大改編，但個別情節取自著名作家阿蘭·摩爾的《Swamp Thing》第41-46期的「Dangerous Habits」。
2005年2月8日在香港首映，2月18日在美國和加拿大上映。魔間行者因為暴力和魔鬼鏡頭被美國電影協會評訂為R級，在香港被訂為IIA級。《康斯坦汀：驅魔神探》在北美首週末賺近3000萬元票房，成為那周末第二大收入電影，全世界票房收入為2億3088萬美元。評論家們對於這部電影有不同的評價。

## 劇情
在墨西哥，一位年輕人曼奴爾在一個廢墟中找到了一把包裹在納粹德國國旗裏的「命運之矛」，他一抓住矛就好像著了魔，向洛杉矶去了。行進間如同瘟疫般為周遭的一切生物帶來死亡。「命運之矛」乃天主教的聖物，在第二次世界大戰後此矛下落不明，這昔日用來刺死耶穌、染有耶穌血液的矛，誰若得到它便能掌握世界。
在洛杉磯，約翰·康斯坦汀正在為一個亞裔女孩驅魔；雖然他成功趕走了附身在那女孩身上的惡魔，但那惡魔想強行用正身型態進入人世間，令康斯坦汀覺得另有隱情。
天堂、地獄、人間是三個不可任意跨越的領域，人間是天堂和地獄之外，一個中立的地方。上帝與撒旦有所協定，不得直接干涉人間，但可派遣化身為人類的混種天使與混種惡魔來影響人類的善惡選擇。選擇善的價值觀的人進天堂，選擇惡的價值觀的人下地獄，並以人類的選擇為賭注，決定將來人間會屬於上帝或撒旦。有些人與生俱來便有陰陽眼靈能力可以看到存在於人間的天使和惡魔，康斯坦汀就是其中一個。但他也因為陰陽眼的痛苦折磨而曾經自殺未遂，雖然最終醫生把他救活，但是他在斷氣的兩分鐘內，靈魂已遊過地獄一遭。根據天主教教義，自殺的人只能下地獄，不會上天堂。
而康斯坦汀在活過來後利用他的靈異能力，消滅許多不守規矩的混種惡魔以及非法入境的正身惡魔，希望能藉此獲得上天堂的機會，但這是無效的方法，康斯坦汀因此對上帝十分怨懟。而他自15歲開始每天抽菸30支也讓他得了肺癌，命不久矣。一個保持中立的混種惡魔米德奈告知康斯坦汀，由於他在人間消滅惡魔的所作所為，將使路西法親自來到人間接引他下地獄。
另一方面，女警安琪拉·道森正懷疑她孿生姐妹伊莎貝爾的自殺是另有隱情。康斯坦汀在和她見面後慢慢發現了一個大陰謀：撒旦的兒子瑪門準備來到人間，創造出屬於他自己的血肉地獄，而瑪門從地獄進入人間通道，就是擁有特殊靈媒體質的道森姐妹（伊莎貝爾就是因反抗這個命運而自殺，下了地獄），以及他們認為不可能的條件「上帝的幫助」（後來發現即是命運之矛）。
其後康斯坦汀發現來到人間的大天使長加百列瞞住了上帝，暗中與惡魔巴納扎爾聯手幫助瑪門進入人間，原因是加百列想藉由瑪門的血腥殘暴來考驗出人類最好的善良本性，祂認為面臨到恐怖命運而散發出高貴情操的人類才值得上帝寵愛。康斯坦汀的助手查斯在對抗加百列時死亡。正在加百列準備以命運之矛刺向安琪拉的血肉之軀進而釋出瑪門時，被擊敗而無力反抗的康斯坦汀想起了米德奈說過的話決定割腕自殺，引來路西法來到人間。
路西法來到人間時，發現他叛逆的兒子想破壞他與上帝間的協定，阻止了瑪門的降臨並將之送回地獄，同時上帝把與瑪門合作的加百列打為凡人，身心俱疲的康斯坦汀對路西法提出，將犧牲自己來交換地獄裡伊莎貝爾的靈魂，路西法同意此要求，正當路西法準備將康斯坦汀拖回地獄時，因康斯坦汀藉自我犧牲來拯救他人靈魂的義舉，已經符合善的定義，使他受上帝牽引即將進入天國，路西法憤而把康斯坦汀攔了下來，治好了康斯坦汀的肺癌與割腕，讓康斯坦汀失去了一個升天的機會，並放話說康斯坦汀的靈魂「終究會歸於地獄」。過後，康斯坦汀與安琪拉道別，還將「命運之矛」給她保管，並要她將矛藏在連康斯坦汀都找不到的地方。
在片尾字幕結束以後，康斯坦汀來到他的助手查斯墓前緬懷，將自己珍愛的打火機放在墓碑上以紀念查斯（他已成功戒菸）。當他準備離開時，瞥見查斯以天使的型態取走打火機，向康斯坦汀微微一笑後飛升上天，康斯坦汀才恍然大悟原來上帝一直都沒有拋棄他，而是暗中派遣查斯指引他走在正路上。

## 演員
| 演员             | 角色                              | 简介 |
| 基努·李維        | 約翰·康斯坦汀（John Constantine） | 本片主角，我行我素、放蕩不羈、從小就擁有陰陽眼的現代驅魔師，能看見混種惡魔和混種天使。愛好抽菸、喝酒，他從15歲開始就每天抽將近30根菸，康斯坦汀為了救贖他在兒時曾試圖自盡的行為而不能死後上天堂的懲罰，一直不斷的將想闖入人間作亂的惡魔打回地獄。本片受女警安琪拉委託調查其妹伊莎貝爾的離奇跳樓自盡事件，於是他開始調查這一連串的事件和冒險。 |
| 瑞秋·懷茲        | 安琪拉·道森（Angela Dodson）      | 一位陷入困境的洛杉磯警察局的女性探員，伊莎貝爾的雙胞胎姐姐，從小與妹妹伊莎貝爾擁有陰陽眼，但後來自然消失此能力。為了找出伊莎貝爾會跳樓自盡的原因，前來尋求康斯坦汀的幫忙，繼而捲入這場離奇的事件中。 |
| 瑞秋·懷茲        | 伊莎貝爾·道森（Isabel Dodson）    | 安琪拉的雙胞胎妹妹，有著強勁的精神力的預防性拘留精神病人，從小就擁有陰陽眼，有著能看見半惡魔和一半天使的能力。為了不讓惡魔瑪門藉由自己的肉體進入人間，於是她決定跳樓自盡後讓自己的靈魂墮入地獄，因此讓姐姐安琪拉尋求康斯坦汀的協助幫忙找出她會跳樓的原因，最後藉由康斯坦汀的犧牲下重返天堂。                                                 |
| 西亞·李畢福      | 查斯·克雷默（Chas Kramer）        | 約翰·康斯坦汀的司機和跟班。總是對神秘學有濃厚的興趣，認為藉由幫助康斯坦汀就有獲得他的知識和經驗的機會。實際上他是上帝派遣在康斯坦汀的身邊引導他走向正途的混種天使。 |
| 傑曼·翰蘇        | 巴帕·米德奈（Papa Midnite）       | 是曾經攻打過地獄、憑靠一己之力對抗多隻惡魔的前任巫醫，要求一方給予小費後就宣誓中立；之後他開一間夜店中立地作為天堂與地獄之間的會議所。 |
| 马克斯·贝克      | 比曼（Beeman）                    | 約翰·康斯坦汀的特殊材料供應商和愛好昆蟲的朋友。會將各種聖物供應給康斯坦汀協助他驅魔行動，最後因為解讀撒旦經給康斯坦汀聽時被波瑟沙發現因此而被後者給殺害身亡。 |
| 普魯特·泰勒·文斯 | 法特·韓尼森（Father Hennessy）    | 一位酗酒的通靈神父，經常為自己擁有特殊能力感到困擾，總是藉由喝酒處於非清醒狀態讓自己聽不見靈界的聲音。 |
| 盖文·罗斯戴尔    | 波瑟沙（Balthazar）               | 一個混種惡魔，手中總是不停地轉著一枚硬幣。對約翰·康斯坦汀感到特有興趣，總是虎視眈眈他的肉體和靈魂。 |
| 蒂達·史雲頓      | 加百列（Gabriel）                 | 一個雌雄同體的混種天使，非常蔑視人類。祂因為對上帝面向全人類進行救贖的行為感到不滿，於是瞞著上帝與瑪門聯手來企圖毀滅世界，藉此選出最後生存的人選，而成為片中的反派角色。 |
| 彼得·斯特曼      | 路西法 (DC漫畫)（Lucifer）        | 一個墮落天使，瑪門的親生父親，曾和上帝與處於代理戰爭的局面，非常想要得到全人類的靈魂。出現於人間時會使時間凍結的同時也能自行解除。因為厭惡約翰·康斯坦汀的驅魔魄力，祂發誓將會在康斯坦丁死後親自來收取他的靈魂。 |
| 蜜雪兒·摩納漢    | 艾莉（Ellie）                     | 一個混種惡魔。鏡頭刪減。 |

## 武器道具
片中康斯坦汀對付惡魔的各種武器，其武器皆含有宗教氣息。
| 武器道具   | 简介 |
| 神聖霰彈槍 | 康斯坦汀以各種聖具所組合而成的霰彈槍。整體為十字型並刻有聖文字，前方有探照燈，也能作直接毆打用。以聖具溶製成的子彈擁有消滅惡魔的絕對威力，子彈是以左輪的方式切換。 |
| 神聖指虎   | 十字軍東征由主教祝福的純金指虎。以拉丁文標記「in nomine pater et filius et spiritus sanctus」（因父及子與圣神之名）。上刻有十字架，在毆打時有淨化的效果。          |
| 火龍的真氣 | 純金的火焰噴射器。 |
| 摩西的麻布 | 以點亮麻布的方式驅趕惡魔。在電影裡康斯坦汀在晚上街道的聖母瑪利亞雕像前使用了麻布驅趕有翅膀的惡魔。                                                                 |

## 原聲帶
| 評論得分 | 評論得分 |
| 來源     | 評分     |
| -------- | -------- |
| Allmusic | [ 3 ]    |

《康斯坦汀：驅魔神探 電影原聲帶》是由同名電影2005年的電影原聲專輯。電影配樂是歌曲在影片中的管弦樂編制，由好萊塢工作室交響樂團執行，並由電影作曲家布萊恩·泰勒負責組成。電影配樂是由平移所有音樂，有人把它稱為「陳詞濫調和宗教公式化」。
| 曲序     | 曲目                   | 时长  |
| -------- | ---------------------- | ----- |
| 1.       | Destiny                | 2:00  |
| 2.       | The Cross Over         | 2:42  |
| 3.       | Meet John Constantine  | 2:39  |
| 4.       | Confession             | 2:32  |
| 5.       | Deo et Patri           | 1:16  |
| 6.       | Counterweight          | 2:47  |
| 7.       | Into the Light         | 2:54  |
| 8.       | I Left Her Alone       | 1:40  |
| 9.       | Resurrection           | 2:04  |
| 10.      | Circle of Hell         | 5:38  |
| 11.      | Last Rites             | 1:55  |
| 12.      | Encountering a Twin    | 1:06  |
| 13.      | Flight to Ravenscar    | 0:52  |
| 14.      | Humanity               | 2:58  |
| 15.      | John                   | 1:31  |
| 16.      | Someone Was Here       | 1:44  |
| 17.      | Hell Freeway           | 2:43  |
| 18.      | Ether Surfing          | 1:13  |
| 19.      | The Balance            | 2:26  |
| 20.      | Absentee Landlords     | 1:35  |
| 21.      | John’s Solitude        | 1:25  |
| 22.      | Lucifer                | 1:56  |
| 23.      | Rooftop                | 1:18  |
| 24.      | Constantine End Titles | 2:39  |
| 总时长： | 总时长：               | 51:47 |

## 發行
美國宣傳時用的口號：
- Hell wants him. Heaven won't take him. Earth needs him.
- The wager between heaven and hell is on Earth.

### 家庭媒體
Warner Home Video在2006年3月28日發行了本片的HD DVD ，它是最早以HD DVD格式發行的電影之一。但因為HD DVD格式延期推出，實際推出日期是2006年6月6日。

## 迴響

### 評價
本片獲得的評論家評論褒貶各不一。影評匯總網站爛番茄根據收集來的227篇影評，給出46％的中等評價，平均分為5.5/10。

### 票房
《康斯坦汀：驅魔神探》的票房成績頗為成功，全球總票房共計230,884,728美元。

## 續集計劃
在2011年MTV對導演法蘭西斯·羅倫斯的採訪中，談到了續集的可能，他說：「有趣的是，多年來，『康斯坦汀』好像......有了許多狂熱的追隨者，這很棒，也被廣為接收。能有續集將會很棒，如果我們真這麼做，我們曾試圖做出真正黑暗可怕的版本。我們碰上了怪異的PG-13 - R的無人區，我們應該做一個R級嚇人版本，這是我很想做的」。
2012年11月，據報導，葛雷摩·戴托羅和華納兄弟公司正在考慮一個DC漫畫「超自然人物」電影，其中包括約翰·康斯坦汀。但它是否連接到本片或基努·李維是否會演出他的角色，都沒有得到基努李維的回答。
2022年9月16日，據美國《DEADLINE新聞》報導，華納兄弟影業將正式啟動本片的續集計劃，本片導演以及男主角基努·李維皆會回歸，編劇則改由本片監製之一阿奇瓦·高斯曼擔綱，並由J·J·亞伯拉罕以及Hannah Minghella擔任監製。不過其他演員的回歸與否以及具體的開拍和上映時程仍未定。

## 外部連結
- 互联网电影数据库（IMDb）上《Constantine》的资料（英文）
- AllMovie上《Constantine》的资料（英文）
- 爛番茄上《Constantine》的資料（英文）
- Box Office Mojo上《Constantine》的資料（英文）
- Metacritic上《Constantine》的資料（英文）
- Yahoo奇摩電影上《魔間行者》的資料（繁體中文）
- 開眼電影網上《魔間行者》的資料（繁體中文）
- 豆瓣电影上《魔間行者》的資料 （简体中文）
- 时光网上《魔間行者》的資料（简体中文）